# 蕭柏頤
蕭柏頤（2000年11月8日—），新北人，為台灣的棒球選手之一。蕭柏頤高三在選大學的時候被李晉豪教練看中。大一時入選職棒二軍交流盃賽的大專明星隊。2021年參加中華職棒大聯盟選秀會但落選，2022年再次參加中華職棒大聯盟選秀會並被台鋼雄鷹指名。曾效力於中華職棒台鋼雄鷹,2024年10月14日被台鋼雄鷹釋出。

## 外部連結
- 蕭柏頤在台灣棒球維基館上的頁面（繁體中文）